# سیانید کبالت (II)
سیانید کبالت(II) (به انگلیسی: Cobalt(II) cyanide) با فرمول شیمیایی Co(CN)۲ یک ترکیب شیمیایی با شناسه پاب‌کم ۶۸۳۳۶ است. که جرم مولی آن 110.968 g/mol (anhydrous) 147.00 g/mol (dihydrate) 165.02 g/mol (trihydrate) می‌باشد. شکل ظاهری این ترکیب، پودر آبی و پودر مایل به قرمز و قهوه‌ای است.